# Thomas Secker
Thomas Secker (Sibthorpe, 21 settembre 1693 – Lambeth Palace, 3 agosto 1768) è stato un arcivescovo anglicano inglese, arcivescovo di Canterbury dal 1758 fino alla sua morte.

## Biografia
Dopo aver conseguito la laurea in medicina presso l'Università di Leida nel 1721, fu ordinato sacerdote nel 1722 mentre perfezionava gli studi all'Exeter College dell'Università di Oxford.
Dopo essere stato rettore di Houghton-le-Spring (1724-1727), Ryton (1727-1733) e della chiesa di San Giacomo a Londra (1733-1735), nel 1735 fu consacrato vescovo di Bristol. In questo periodo, su richiesta di Giorgio II, tentò di far riconciliare il re e il principe di Galles, ma con scarsi risultati. Nel 1737 divenne vescovo di Oxford e nel 1750 decano della cattedrale di Saint Paul. 
Il 21 aprile 1758 divenne arcivescovo di Canterbury e mantenne la carica fino alla sua morte, avvenuta dieci anni più tardi a Lambeth Palace.

## Genealogia episcopale
- Vescovo Plegmund
- Vescovo Althelm
- Vescovo Wulfhelm
- Vescovo Odo
- Vescovo Dunstano di Canterbury
- Vescovo Elfego di Canterbury
- Vescovo Elfric
- Vescovo Wulfstan
- Vescovo Ethelnoth
- Vescovo Eadsige
- Vescovo Stigand
- Vescovo Siward
- Vescovo Lanfranco di Canterbury
- Vescovo Thomas
- Vescovo Anselmo d'Aosta
- Vescovo Richard de Belmeis
- Vescovo William of Corbeuil
- Vescovo Henry of Blois
- Vescovo Tommaso Becket
- Vescovo Roger of Gloucester
- Vescovo Peter de Leia
- Vescovo Gilbert Glanville
- Vescovo William of St. Mere L'eglise
- Vescovo Walter de Gray
- Vescovo Walter Kirkham
- Vescovo Henry
- Vescovo John of Halton
- Vescovo Roger Northborough
- Vescovo William Wyvil
- Arcivescovo Ralph Stratford
- Vescovo William Edendon
- Arcivescovo Simon Sudbury
- Vescovo Thomas Brentingham
- Vescovo Robert Braybrooke
- Arcivescovo Roger Walden
- Vescovo Henry Beaufort
- Arcivescovo Thomas Bourchier
- Arcivescovo John Morton
- Vescovo Richard Fitzjames
- Vescovo John Langland
- Arcivescovo George Montaigne
- Vescovo William Barlow
- Arcivescovo Henry Deane
- Arcivescovo William Warham
- Arcivescovo Thomas Cranmer
- Arcivescovo Reginald Pole
- Arcivescovo Matthew Parker
- Arcivescovo Edmund Grindal
- Arcivescovo John Whitgift
- Arcivescovo Richard Bancroft
- Arcivescovo George Abbot
- Arcivescovo William Laud
- Arcivescovo William Juxon
- Arcivescovo Gilbert Sheldon
- Arcivescovo William Sancroft
- Arcivescovo John Tillotson
- Arcivescovo Thomas Tenison
- Arcivescovo William Wake
- Arcivescovo John Potter
- Arcivescovo Thomas Herring
- Arcivescovo Matthew Hutton
- Arcivescovo Thomas Secker